# Техника одной верёвки
Те́хника одно́й верёвки (англ. Single Rope Technique (SRT) — «одноверёвочная техника») — техника, применяемая в спелеотуризме, альпинизме, скалолазании для преодоления вертикальных участков пещер (уступов, колодцев, шахт). Как следует из названия, вертикальные участки преодолевают путём перемещения по одной верёвке.
Логически, техника одной верёвки состоит из двух частей — метода навески верёвки и способа перемещения по ней.
Так как единственная верёвка — всё, что держит спелеолога на высоте, техника одинарной верёвки накладывает жёсткие требования к её состоянию и способу навески. Способ навески должен исключать возможность перетирания верёвки и её контакта с острыми фрагментами породы. Чтобы этого добиться, используют ряд приёмов: оттяжки, перестёжки, протекторы, Y-образная навеска.
Само по себе использование только одной верёвки для спуска и подъёма не является достаточным, чтобы утверждать, что применяется техника одной верёвки. Для этого необходимо выполнение всех требований к навеске, применение соответствующего снаряжения и способов перемещения по верёвке.
В промышленном альпинизме метод одинарной верёвки запрещён.